# Palaelodidae
Palaelodidae — вимерла родина фламінгоподібних птахів. Існувала з олігоцену по пліоцен.

## Поширення
Рештки представників родини знайдені в Північній і Південній Америці, Європі, Єгипті, Австралії та Новій Зеландії.

## Опис
Це були стрункі птахи з довгими, тонкими ногами і довгою шиєю. Зовні нагадували більше пірникоз (найближчих родичів фламінгоподібних) ніж сучасних фламінго. Про форму черепа та дзьоба мало що відомо. На здобич вони полювали, а не фільтрували як сучасні фламінго.

## Класифікація
В родині описано три роди
- †Adelalopus Mayr & Smith 2002 (ранній олігоцен)[4]
  - †Adelalopus hoogbutseliensis Mayr & Smith 2002
- †Palaelodus Milne-Edwards 1863 (середній олігоцен -? середній плейстоцен)
  - †P. ambiguus Milne-Edwards 1863
  - †P. aotearoa Worthy et al. 2010
  - †P. germanicus (Lambrecht 1933)
  - †P. kurochkini Zelenkov 2013
  - †P. pledgei Baird & Vickers-Rich 1998
  - †P. wilsoni Baird & Vickers-Rich 1998
- †Megapaloelodus Miller 1944 (пізній олігоцен — ранній пліоцен)
  - †M. conectens (Miller 1944)
  - †M. peiranoi Agnolin 2009
  - †M. goliath (Milne Edwards 1863) Cheneval 1983c
  - †M. opsigonus Brodkorb 1961